# 日本国憲法第5条
日本国憲法 第5条（にほんこく（にっぽんこく）けんぽう だい5じょう）は、日本国憲法の第1章「天皇」にある条文の一つ。摂政について規定する。

## 条文
日本国憲法 - e-Gov法令検索

第五条皇室典範の定めるところにより摂政を置くときは、摂政は、天皇の名でその国事に関する行為を行ふ。この場合には、前条第一項の規定を準用する。

## 解説
日本国憲法は、天皇に代わって天皇としての執務を行う制度として摂政を認める。摂政が置かれる場合に関する詳細は皇室典範の規定に委ねられている。現行の皇室典範においては、第3章に摂政に関する規定があり、摂政が置かれる場合として、
- 天皇が未成年である場合（皇室典範第16条第1項）
- 天皇が精神・身体の重患、重大な事故により国事行為を自ら行えない場合で、皇室会議の議を経た場合（同条第2項）

が規定されている。
摂政は、天皇自らが国事行為を行えないような場合に置かれる法定代行機関であり、第4条第2項の臨時代行とは異なり、天皇の委任なくして、皇室典範の定めるところの原因が生じることにより、当然に置かれる。摂政は、天皇の国事行為を代行するに過ぎず、象徴としての役割まで代行するわけではないとするのが通説である。
日本国憲法下において摂政が設置された例はない。
大日本帝国憲法においては、第17条にて、同様の規定が設けられており、1921年から1926年にかけて大正天皇の摂政として皇太子である後の昭和天皇が就位している。

## 沿革

### 大日本帝国憲法
東京法律研究会 p.11/13

第十七條
攝政ヲ置クハ皇室典範ノ定ムル所ニ依ル
攝政ハ天皇ノ名ニ於テ大權ヲ行フ
第七十五條
憲法及皇室典範ハ攝政ヲ置クノ間之ヲ變更スルコトヲ得ス

### 憲法改正要綱
「憲法改正要綱」、国立国会図書館「日本国憲法の誕生」。

三十三憲法及皇室典範変更ノ制限ニ関スル第七十五条ノ規定ヲ削除スルコト

### GHQ草案
「GHQ草案」、国立国会図書館「日本国憲法の誕生」。

#### 日本語
第四条国会ノ制定スル皇室典範ノ規定ニ従ヒ摂政ヲ置クトキハ皇帝ノ責務ハ摂政之ヲ皇帝ノ名ニ於テ行フヘシ而シテ此ノ憲法ニ定ムル所ノ皇帝ノ機能ニ対スル制限ハ摂政ニ対シ等シク適用セラルヘシ

#### 英語
Article IV.When a regency is instituted in conformity with the provisions of such Imperial House Law as the Diet may enact, the duties of the Emperor shall be performed by the Regent in the name of the Emperor; and the limitations on the functions of the Emperor contained herein shall apply with equal force to the Regent.

### 憲法改正草案要綱
「憲法改正草案要綱」、国立国会図書館「日本国憲法の誕生」。

第五皇室典範ノ定ムル所ニ依リ摂政ヲ置クトキハ摂政ハ天皇ノ名ニ於テ其ノ権能ヲ行フモノトシ此ノ場合ニ於テハ前記第四第一項ニ準ズルコト

### 憲法改正草案
「憲法改正草案」、国立国会図書館「日本国憲法の誕生」。

第五条皇室典範の定めるところにより摂政を置くときは、摂政は、天皇の名でその権能を行ふ。この場合には、前条第一項の規定を準用する。

### 帝国憲法改正案
「帝国憲法改正案」、国立国会図書館「日本国憲法の誕生」。

第五条皇室典範の定めるところにより摂政を置くときは、摂政は、天皇の名でその権能を行ふ。この場合には、前条第一項の規定を準用する。

## 関連条文
- 日本国憲法第4条 - 国事行為・臨時代行
- 大日本帝国憲法第17条 - 摂政